# Taravai
La Taravai es la segunda isla más grande de las Islas Gambier en la Polinesia Francesa, con una superficie de 5,7 km². Taravai está situada a unos 1,5 km al suroeste de Mangareva, y unos 300 m al norte de la isla de Angakauitai. Fuera de su orilla oriental se encuentra la pequeña roca Îlot Motu-o-ari (Islote Motuoari).
Su localidad principal Agonoko se encuentra cerca de la bahía principal en la costa este de la isla. Con una población restante de tres personas (censo de 2002) y de 6 estimadas para el 2006, esta casi abandonada. Las ex aldeas fueron Aga-nui (en el noroeste) y Agakau-i-uta (en el sureste).
Su punto más alto es 256 metros, Aún se pueden ver los restos de la iglesia de Saint-Gabriel completada en 1868 por la Misión Católica de Honoré Laval. La pequeña aldea de Agakono mantiene un puñado de personas hoy en día, en una época hubo hasta 2000 personas. La isla se muestra exuberante, con gran cantidad de cafetos. Esta isla fue descubierta por navegante británico James Wilson en 1797.